# Ryan McGinnis
Ryan McGinnis (Dallas, 15 maggio 1993) è un attore e ballerino statunitense, meglio conosciuto per il ruolo di Austin Marley nella serie televisiva di ABC Ugly Betty. È apparso nel ruolo di Glenn Childs Junior in 2 episodi nella seconda stagione della serie drammatica The Good Wife.

## Biografia e carriera
Ha origini tedesche da parte di madre e americane da parte di padre. Comincia prendendo lezioni di danza alla Knecht Dance Academy in Pennsylvania, per la quale ha vinto molti titoli nazionali. È stato un master di danza dell'America's Petite Master Dance of America nel 2006. Dopo varie pubblicità, ruoli minori in iCarly e Victorious e una comparsata in un episodio di Law & Order: Criminal Intent, McGinnis è stato scritturato per il ruolo ricorrente di Austin Marley, negli ultimi quattro episodi della quarta stagione di Ugly Betty. Appare nel film Gayby, in uscita nel 2012. Nello stesso anno, con la Notre Dame High School's Film Production, scrive e interpreta il film In Human Terms, vincendo il titolo di miglior attore al Reimage film festival.

## Filmografia

### Cinema
- Spark, regia di Bridget Savage Cole e Bajir Cannon – cortometraggio (2010)
- Gayby, regia di Jonathan Lisecki (2012)
- Hard Sell, regia di Sean Nalaboff (2016)

### Televisione
- iCarly – serie TV, episodio 1x03 (2007)
- Law & Order: Criminal Intent – serie TV, episodio 8x09 (2009)
- Ugly Betty – serie TV, 5 episodi (2010)
- Victorious – serie TV, episodio 1x06 (2010)
- The Good Wife – serie TV, episodi 2x08-2x16 (2010)
- NYC 22 – serie TV, episodio 1x10 (2012)
- Law & Order - Unità vittime speciali (Law & Order: Special Victims Unit) – serie TV, episodio 14x20 (2013)
- The Americans – serie TV, episodio 2x09 (2014)
- Unforgettable – serie TV, episodio 3x09 (2014)
- Girls – serie TV, episodio 4x02 (2015)